# 洪佳君
洪佳君（1977年6月28日—），中華民國政治人物，生於新北市樹林區，中國國民黨籍，現任新北市議員，曾任臺北縣議員、立法委員黃志雄辦公室主任。畢業於中國文化大學運動教練研究所碩士、國立臺灣師範大學體育學系博士，曾為跆拳道國手，並在世界杯跆拳道比賽代表台灣獲得金牌。
2024年，獲國民黨提名參選新北市第五選舉區立法委員選舉，未能當選。

## 選舉紀錄
| 年度 | 選舉屆數               | 選舉區           | 所屬政黨   | 得票數 | 得票率 | 當選標記 | 備註 |
| ---- | ---------------------- | ---------------- | ---------- | ------ | ------ | -------- | ---- |
| 2005 | 第十六屆臺北縣議員選舉 | 臺北縣第四選舉區 | 中國國民黨 | 17,356 | 6.78%  |          |      |
| 2010 | 第一屆新北市議員選舉   | 新北市第七選舉區 | 中國國民黨 | 34,441 | 11.32% |          |      |
| 2014 | 第二屆新北市議員選舉   | 新北市第七選舉區 | 中國國民黨 | 21,934 | 7.70%  |          |      |
| 2018 | 第三屆新北市議員選舉   | 新北市第七選舉區 | 中國國民黨 | 38,028 | 12.69% |          |      |
| 2022 | 第四屆新北市議員選舉   | 新北市第八選舉區 | 中國國民黨 | 26,526 | 9.82%  |          |      |
| 2024 | 第十一屆立法委員選舉   | 新北市第五選舉區 | 中國國民黨 | 83,424 | 45.83% |          |      |